# Вътрешногерманска граница
Вътрешногерманската граница (на немски: Innerdeutsche Grenze) или германско-германска граница (Deutsch-Deutsche Grenze), представлява първоначално междузонална граница (Zonengrenze) между окупационните зони на Съюзниците на остатъчната територия на бившата Нацистка Германия, а по-късно и междудържавна граница между Германската демократична република (ГДР, разговорно наричана Източна Германия) и Федералната република Германия (ФРГ, аналогично наричана Западна Германия).
Нейната обща дължина е 1393 km, започвайки от Балтийско море и завършвайки при Чехословакия. Просъществува до 1990 година.
Официално е създадена на 1 юли 1945 година като граница между Съветската и Западната (включваща американската, британската и френската) окупационни зони. Източната страна е устроена като една от най-добре укрепените граници, има дълга линия от високи метални огради и стени, бодлива тел, алармени инсталации, ровове срещу превозни средства, кули за наблюдение, автоматични капани, както и мини. Охранява се от 50 000 въоръжени охранители от ГДР, от отсрещната страна на които има десетки хиляди западногермански, британски и американски охранители и войници. В хинтерланда, зад границите, има над 1 милион войници от НАТО и ОВД.
Тази граница е физически израз на Чърчиловата метафора за Желязната завеса, разделяща Съветския от Западния блок през Студената война. Това е също така граница между двете идеологически системи, на капитализма и на комунизма.
Източна Германия поетапно я изгражда от 1952 до края на 1980-те години. Фортификациите служат за спиране на потенциалните емигранти от Източна Германия към Запада. Твърди се, че около 1000 души са загинали в опита да я пресекат. Източногерманските граждани са подложени на драстични мерки за ограничаване в придвижването.
По-известната Берлинска стена е физически отделна, с по-слабо развита и по-къса гранична преграда около Западен Берлин, на повече от 155 km източно от Вътрешногерманската граница. Берлин е разделен по подобен начин от 4-те Велики сили след Втората световна война, макар целият град да е в Съветската зона; така е превърнат в анклав на Западна Германия (без официално да е част от нея), обграден от източногерманска територия.
На 9 ноември 1989 г. правителството на ГДР обявява, че Берлинската стена и Вътрешногерманската граница ще бъдат отворени. В следващите няколко дена милиони източногерманци се стичат, за да посетят Запада. Откриват се все повече пропускателни пунктове и стотици хиляди хора се преместват на Запад в следващите месеци. Отново са установени връзки на всякакво равнище между дългогодишно разделените общности, а контролите по границата стават бегла формалност. Краят на Вътрешногерманската граница настъпва на 1 юли 1990 година, точно 45 години нейното създаване. 3 месеца по-късно Обединението на Германия ознаменува края на разделението на страната.
От Вътрешногерманската граница са останали малко следи. Пътят ѝ е обявен за част от Европейския зелен пояс, който свързва национални паркове и природни резервати от Северния полярен кръг до Черно море. В памет на разделението и обединението на Германия по старата граница са създадени музеи и паметници, а на някои места са запазени части от фортификациите.